# Mina de Toquepala
La mina de Toquepala es un yacimiento ubicado en el Sur del Perú. Se encuentra en el distrito de Ilabaya ubicada en la provincia de Jorge Basadre en el departamento de Tacna.
La explotación de la mina de Toquepala es llevada a cabo por Southern Peru Copper Corporation. Junto con la mina de Cuajone y la refinería de Ilo, la mina de Toquepala es uno de los tres enclaves de dicha empresa en el sur del Perú. La producción minera es principalmente cobre. También se producen cantidades (en menor escala) de molibdeno y otros minerales.
En 2014, Walsh preparó la Declaración de Impacto Ambiental para el contratista y tizón expansión presa. Geoservice Ingeniería había hecho estudios relacionados con el agua en 2014. Hatch se adjudicó el contrato EPC en 2008.
Un legado de los antiguos habitantes de la región, de particular interés para la arqueología, se encuentra en las pinturas rupestres de la Cueva de Toquepala.